# Gaiziņkalns
Gaiziņkalns är det högsta berget i Lettland, med en höjd på 311 meter över havet. Berget ligger i Livländska höglandet, strax väst om staden Madona, mellan den förra och den mindre orten Ērgļi, i östra Lettland. På toppen står ett ofärdigt och förfallet utsiktstorn, som uppfördes för att den totala höjden skulle konkurrera med Suur Munamägi, den högsta punkten i Estland på 318 meter; tornet är numera stängt. På ena sidan berget finns en liten skidbacke.

## Referenser

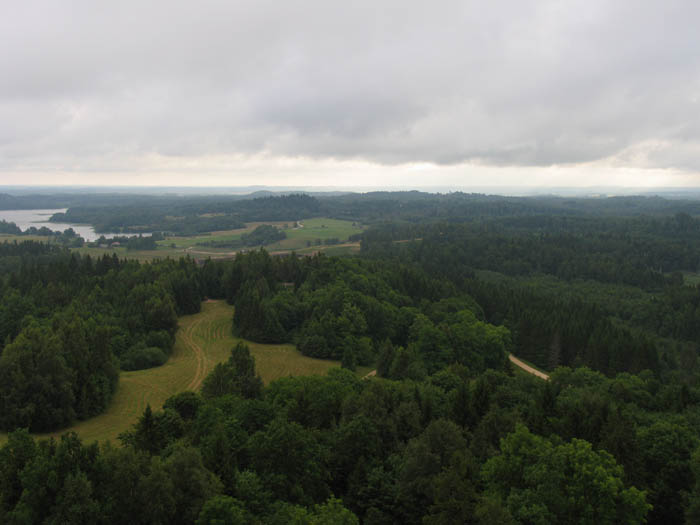
Utsikt från tornet